# 沈炯
沈炯（しん けい、生没年不詳）は、南朝梁から陳にかけての文章家。字は礼明、または初明。本貫は呉興郡武康県。

## 経歴
梁の王府記室参軍の沈続の子として生まれた。王国常侍を初任とし、尚書左民侍郎に転じ、呉県県令として出向した。侯景の乱が起こり、呉郡太守の袁君正が建康の援軍に向かうと、沈炯は監郡として呉郡の留守を預かった。建康が陥落すると、侯景の部将の宋子仙が呉興郡に拠り、沈炯に使者を派遣して書記の任を与えようとした。沈炯は病と称して固辞したため、宋子仙の怒りを買って殺害されるところであったが、ある人に救われた。宋子仙は沈炯の文才を愛して、書記をつかさどるよう命じた。宋子仙が王僧弁に敗れると、王僧弁は沈炯の名声を聞いていたため、鉄銭10万を支払って沈炯の身柄を軍中から買い取った。王僧弁の檄文や軍の文書はすべて沈炯の手になるものとなった。簡文帝が殺害されると、各地の刺史たちが元帝の即位を勧進したため、王僧弁は沈炯に上表の文章を作らせた。
陳霸先が王僧弁と白茅湾で合流し、壇に登って盟約を結んだとき、沈炯はその文章を作った。侯景が呉郡に逃れると、沈炯の妻の虞氏と子の沈行簡は侯景軍に捕らえられて殺害されたが、沈炯の弟はその母を連れて逃げたため免れた。侯景の乱が平定されると、元帝は沈炯の妻子の死をいたんで、沈炯を原郷県侯に封じた。王僧弁が司徒となると、沈炯は従事中郎となった。元帝に召されて給事黄門侍郎となり、尚書左丞を兼ねた。
西魏の侵攻により江陵が陥落すると、沈炯は魏軍に捕らえられ、儀同三司の位を受けた。沈炯は老母のいる江南を思って帰国を望んだが、西魏の人々は沈炯の文才を愛して抑留した。後に王克らとともに東帰することができた。紹泰2年（556年）、建康に帰り、司農卿に任じられ、御史中丞に転じた。
永定元年（557年）、陳が建国されると、通直散騎常侍の位を加えられた。老齢の母を養うため帰郷を願い出たが、許されなかった。天嘉年間、王琳が大雷に進攻し、留異が東陽郡に拠って自立したため、沈炯は御史中丞の任を解かれ、明威将軍の号を加えられて、郷里に帰って兵を集めるよう命じられた。呉中で病死した。享年は59。侍中の位を追贈された。諡は恭子といった。文集20巻があって当時に通行した。

## 伝記資料
- 『陳書』巻19 列伝第13
- 『南史』巻69 列伝第59